# I Feel Pretty (West Side Story)
"I Feel Pretty" è una canzone del musical di Leonard Bernstein, su testi di Stephen Sondheim del 1957, West Side Story.

## Produzione
Il New York Times spiegò che "il signor Sondheim... aveva detto di non essere mai stato particolarmente affezionato ai suoi testi in West Side Story, specialmente in "I Feel Pretty"", aggiungendo in seguito che "L'idea della canzone è troppo semplice".
Robert Cummings di AllMusic commenta che la canzone "contiene una delle melodie più memorabili di Bernstein: le sue prime quattro note, deliziosamente ritmiche nel loro contorno ascendente, si ripetono, poi si riducono a tre, poi a due. ... La strumentazione di Bernstein colora la musica di un carattere latino... e così fa il coro delle ragazze che entra a metà. I testi di Stephen Sondheim catturano abilmente la beatitudine e il ritrovato senso di fiducia di Maria".

## Il brano
I Feel Pretty è il primo numero del secondo atto, e la sua intro funge anche da entr'acte. Al termine del primo è avvenuta la rissa tra Jets e Sharks, durante la quale il protagonista maschile Tony ha ucciso Bernando, fratello della sua fidanzata Maria; il tono gioioso di questo brano si contrappone dunque alla tensione drammatica di quella scena.
Ancora all'oscuro dell'accaduto, Maria si trova al salone di abiti da sposa presso cui lavora; le sue colleghe si rendono conto che la ragazza è inspiegabilmente radiosa, e le chiedono il motivo di tanta gioia: Maria risponde che si sente felice e bella perché è amata da un ragazzo meraviglioso. Le ragazze credono che si tratti di Chino, con cui Bernardo voleva vederla sposata, e cominciano a prenderla bonariamente in giro; Maria risponde ironicamente alle loro provocazioni, arrivando a dire di sentirsi più bella di Miss America. Nella partitura originale il finale del brano non ha soluzione di continuità con l'accompagnamento musicale della scena in cui Chino irrompe nel negozio portando la notizia dell'uccisione di Bernardo, creando un repentino ritorno ai toni cupi della fine dell'atto precedente; in seguito questa parte fu revisionata con l'inserimento di uno stacco netto tra le due sequenze.

### Differenze tra le versioni
Nel film del 1961 il brano ha subito una parziale revisione a causa delle esigenze di regia: la scena avviene infatti prima della rissa tra Jets e Sharks, ed è ambientata di giorno; di conseguenza il verso che recita "I feel pretty and witty and bright/And I pity/Any girl who isn't me tonight" è stato cambiato in "I feel pretty, and witty and gay/And I pity/Any girl who isn’t me today". Nel film del 2021 la scena è coerente con la partitura originale, e il testo è stato ripristinato.
La canzone è stata tagliata dal revival di Broadway del 2019 per semplificare la trama e condensarla in uno spettacolo senza intervalli di 90 minuti.

## Accoglienza della critica
Il Birmingham Mail ha descritto la canzone come "deliziosa", mentre The Tab l'ha considerata un "classico". Applause Meter l'ha definita "dolcemente affascinante" e VCOnStage l'ha definita "operistica".

## Versioni cover
La canzone è stata reinterpretata da molti artisti, tra cui Annie Ross e Julie Andrews. Little Richard ha fatto la cover della canzone come parte dell'album tributo alla RCA Victor del 1996 The Songs of West Side Story.
La canzone è stata mescolata con la canzone "Unpretty" dei TLC in un episodio di Glee per creare "I Feel Pretty/Unpretty", un duetto che tenta di mostrare l'ironia delle persone che si sentono belle fuori ma lo sono ben poco dentro.

## Parodie
- Nello show per bambini Sesame Street, episodio 3522 (ripetuto come episodio 3680), la fidanzata di Oscar the Grouch, Grundgetta, sta andando a scuola per diventare un'estetista di Grouch. Dopo aver spiegato proprio questo, canta "I Feel Yucky" (una parodia di "I Feel Pretty"), esprimendo quanto si sente schifosa e come vuole che anche tutti gli altri sembrino e si sentano così schifosi.[11]
- I Simpson fanno la parodia di questa canzone nell'episodio 3 della stagione 11 "Indovina chi viene a criticare la cena?". Homer ottiene il perfetto lavoro secondario quando diventa capo critico di ristoranti per il quotidiano The Springfield Shopper. In risposta, festeggia scoppiando in una canzone ("Homer's Food Song").[12]
- In un episodio del 1975 di Saturday Night Live, la conduttrice ospite Madeline Kahn interpreta la Bride of Frankenstein, che si alza dalla lapide e canta questa canzone.
- Nell'episodio di Friends "The One with Chandler's Dad", Charles Bing (Kathleen Turner) canta la versione cinematografica della canzone, con il testo "I feel pretty, and witty and gay".
- Nel film di VeggieTales del 1995 Are You My Neighbor?, una versione chiamata "I'm Busy" è cantata nel segmento "Story of Flibber-o-loo".